# Сахариметр
Сахари́метр — поляризационный прибор для определения содержания сахара (реже других оптически активных веществ) в растворах путём измерения угла вращения плоскости поляризации (ВПП) света, пропорционального концентрации раствора.
В сахариметрах осуществляется поворот плоскости поляризации, равный и противоположный по знаку произошедшему в растворе. Роль компенсатора в сахариметрах играет линейно смещающийся кварцевый клин. Так как зависимости оптической активности кварца и сахара от длины волны света практически одинаковы, использование кварцевого компенсатора позволяет освещать раствор белым светом.
Отсчёт угла вращения ведётся по линейной шкале, проградуированной в процентах содержания активного вещества в растворе. Как и в поляриметрах, в сахариметрах при компенсации происходит уравнивание яркостей двух половин поля зрения. Условия измерения содержания сахара с помощью сахариметра стандартизированы так, что освещающий белый свет предварительно пропускают через фильтр — слой 6%-ного раствора дихромата калия толщиной 1,5 см.